# 1402 w literaturze
Wydarzenia literackie w 1402 roku.

## Urodzili się
- Dionizy Kartuz, teolog